# Sepseocara itians
Sepseocara itians là một loài ruồi trong họ Tachinidae.